# Kiki Kogelnik
Kiki Kogelnik (ur. 22 stycznia 1935 w Bleiburgu, zm. 1 lutego 1997 w Wiedniu) – austriacka rzeźbiarka i malarka.

## Życiorys
Studiowała na Akademii Sztuk Pięknych w Wiedniu. Początkowo działała w kręgu m.in. Arnulfa Rainera, z którym była na krótko zaręczona. Przeprowadziła się do Paryża w 1951 roku. Mieszkała i pracowała w Nowym Jorku (do którego przeprowadziła się w 1961 roku), Wiedniu i Bleiburgu. W Nowym Jorku należała do kręgu artystów takich jak Andy Warhol czy Roy Lichtenstein. Jej pierwsza wystawa została zaprezentowana w nowojorskim Instytucie Austriackim w 1965 roku. Poślubiła George'a Schwarza, radioonkologa ze szpitala na Manhattanie, w 1966 roku. Miała syna Mono. Była właścicielką kilku restauracji w Nowym Jorku, dla których opracowała projekty wystroju.  
Zmarła w prywatnej klinice w Wiedniu na raka jajnika. 

## Twórczość
Początkowo, w latach 50. XX wieku, malowała surowe prace abstrakcjonistyczne. W swoich dojrzałych pracach łączyła europejski figuratywizm z amerykańskim pop-artem. Jej styl niekiedy przypomina ilustracje modowe bądź styl grafik reklamowych. Malowała obrazy, tworzyła rzeźby z winylu, szkła (m.in. abstrakcyjne twarze), włókna, zajmowała się także grafiką, instalacjami, happeningiem (np. w 1969 roku zorganizowała Moonhappening Apollo 11 w wiedeńskiej galerii w związku z misją Apollo 11).

## Galeria

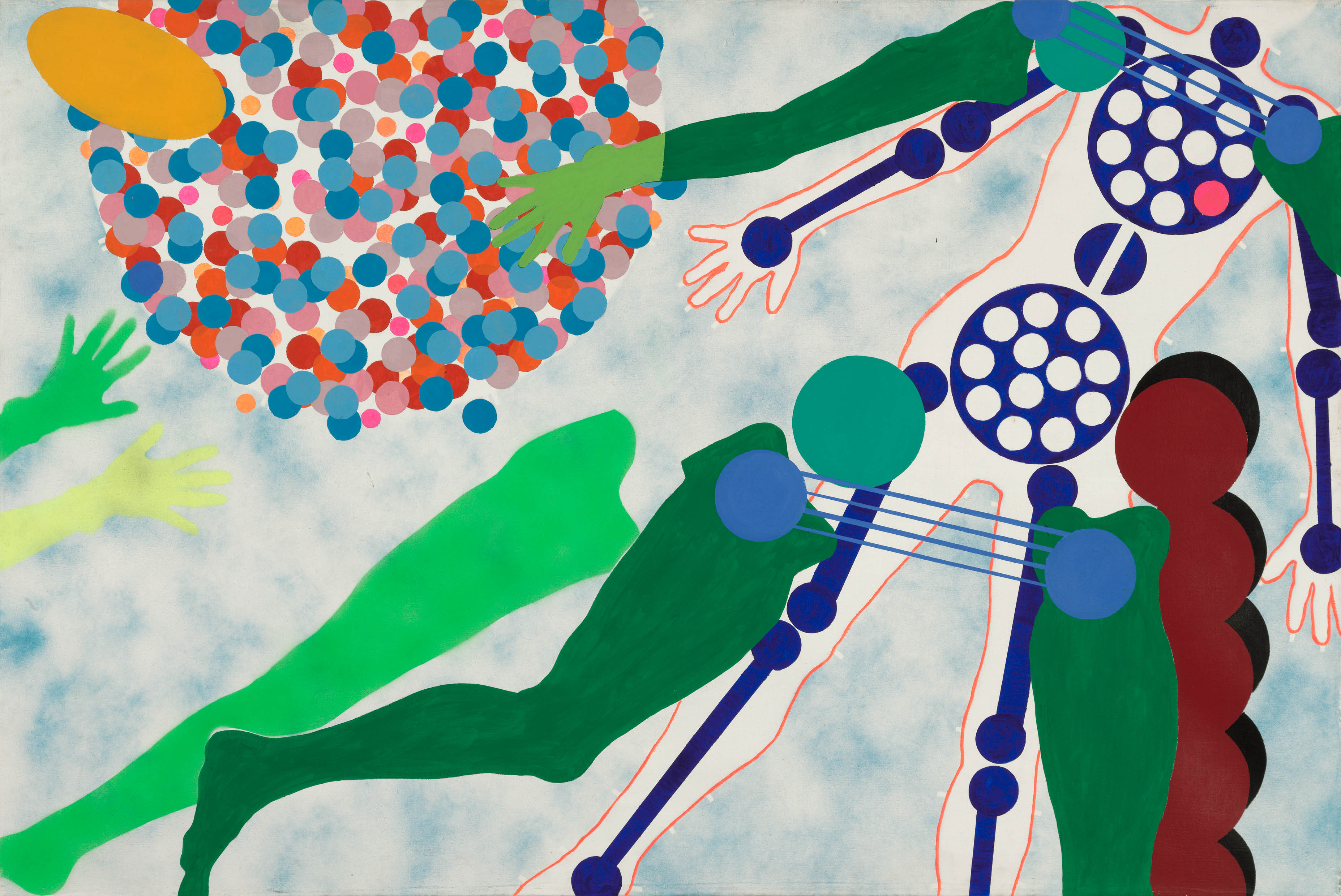
Female Robot, 1964
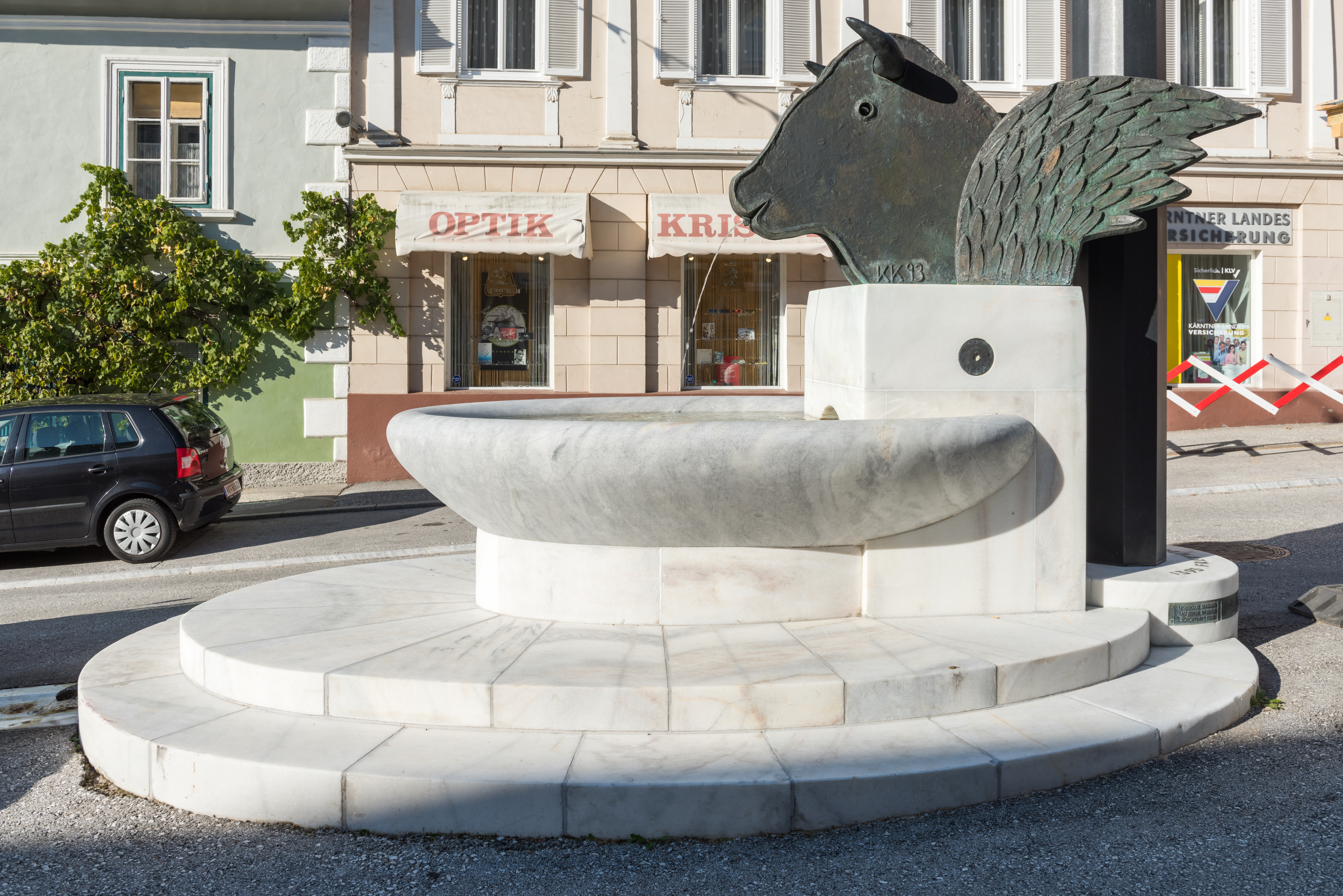
Fontanna Freyung w Bleiburgu, 1993
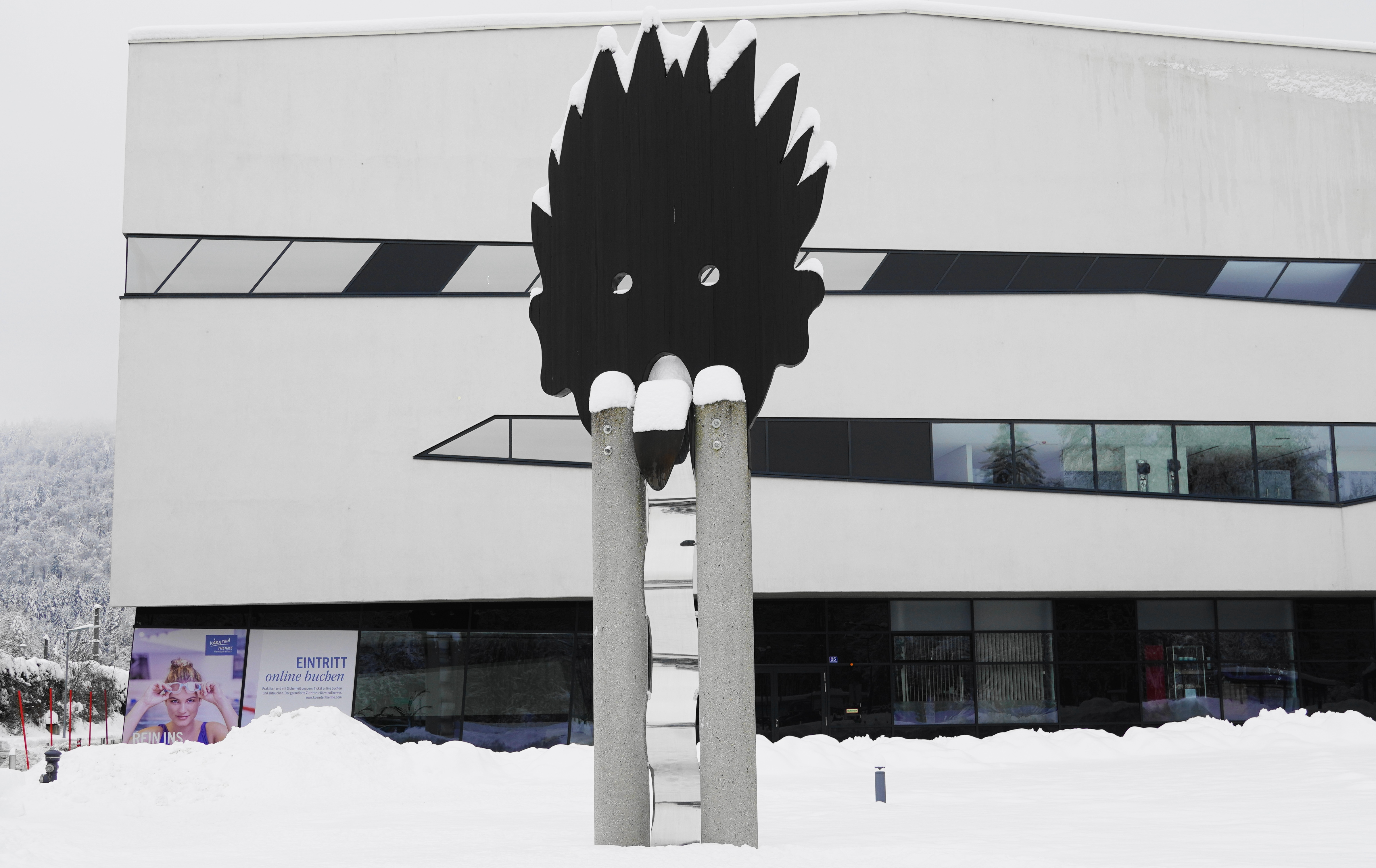
Rzeźba Doorman w Judendorf-Warmbad, 1994
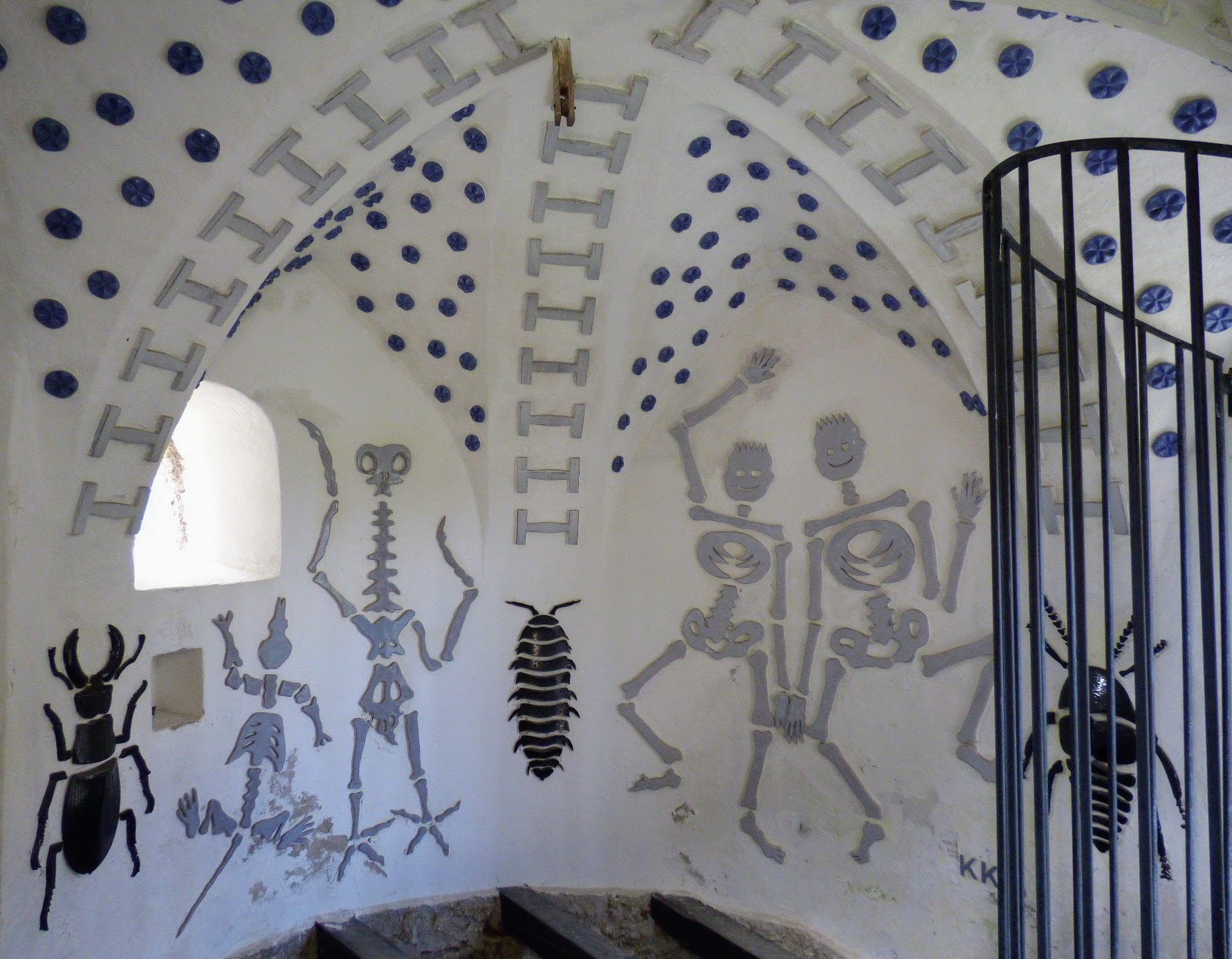
Taniec śmierci, wnętrze kaplicy w Stein im Jauntal, 1996
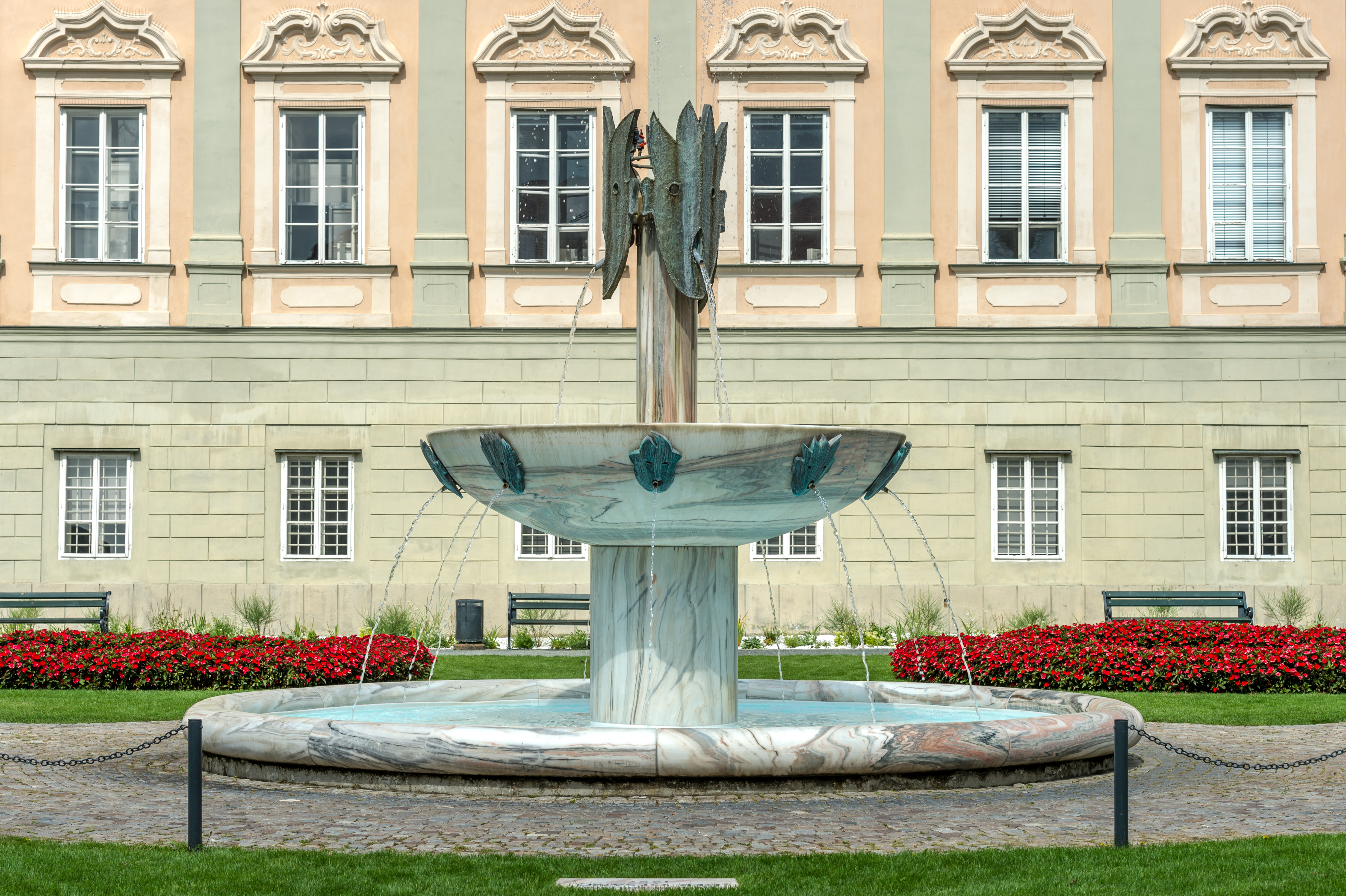
Fontanna Der Gesang w Klagenfurcie, 1997